# Antonia Masanello
Antonia Masanello (Cervarese Santa Croce, 28 luglio 1833 – Firenze, 20 o 21 maggio 1862) è stata una patriota italiana che prese parte come combattente alla spedizione dei Mille in Sicilia.

## Biografia

### I primi anni
Figlia di Antonio e di Maria Lucca, di estrazione contadina, nacque a Montemerlo di Cervarese Santa Croce e fu battezzata il 28 luglio 1833 in un'abitazione posta al numero 165 di contrà della Fossona. Nel 1825 i suoi genitori, originari di Zianigo (una località del Veneziano ubicata alle porte di Mirano), si erano trasferiti nel villaggio ai piedi dei Colli Euganei: qui, infatti, risultavano detentori di un patrimonio fondiario di una decina di campi. Al giorno d'oggi i beni fondiari dei Masanello sono riconoscibili nel fondo in cui insistono i fabbricati legati all'attività commerciale dei fratelli Rampon: la moderna abitazione di questi ultimi si è sviluppata sulle fondamenta della dimora dove nacque e visse la prima adolescenza Antonia Masanello. Nell'ambito delle celebrazioni per il 150° dell'Unità d'Italia, sulla sua casa natale è stata posta in forma ufficiale, a cura dell'Amministrazione comunale di Cervarese Santa Croce, una lapide che rammenta come la giovane patriota «animata da ideali risorgimentali, si sia unita alla spedizione dei Mille».

### Una vita movimentata
Dopo essersi sposata con Bortolo Marinello il 12 novembre 1851 a Mestrino, un villaggio a poca distanza da Montemerlo dove i Masanello erano nel frattempo emigrati, la donna riparò a Modena. Forse sorvegliata dalla polizia asburgica, forse sospettata di simpatie liberali, forse neppure troppo lontana dall'essere arrestata, aveva preferito, assieme all'uomo che amava, l'esilio. Nella tarda primavera del 1860 la decisione di Antonia Masanello e di Bortolo Marinello di far parte dell'impresa garibaldina fu presa senza indugio. La coppia si mise in mare la sera del 19 luglio 1860, salendo a bordo del piroscafo Torino, che doveva trasportare la spedizione guidata dal pavese Gaetano Sacchi, una tra le molte che avrebbero portato rinforzi a Garibaldi per la riuscita dell'impresa. Conosciuta come "quarta spedizione", quest'ultima sbarcò a Palermo un contingente costituito da due centinaia di volontari all'indomani della battaglia di Milazzo, la più sanguinosa combattuta dai garibaldini.
La donna montemerlana si arruolò sotto mentite spoglie, declinando le proprie generalità come Antonio Marinello, servendosi astutamente del cognome del marito: partecipò in tal modo, camuffata da uomo, all'intera campagna di liberazione contro l'esercito delle Due Sicilie, inquadrata nel terzo reggimento della brigata Sacchi che poi confluì nella divisione agli ordini del generale Stefano Türr. Tra le note generali del suo profilo, così come risulta dai ruoli matricolari dell'esercito meridionale, sta scritta l'inevitabile puntualizzazione: «Trattasi in realtà di una donna, Antonia Masanello, conosciuta anche come Tonina Marinello».
Abbigliata con vesti maschili, la Masanello entrò addirittura nella mischia: "Tonina quando le toccava, o le veniva ordinato montava le sue guardie, faceva le sue ore di sentinella ai posti avanzati, il suo servizio di caserma; insomma faceva tutto ciò con tal disinvoltura e coraggio, che per molto tempo i suoi camerati non si erano avveduti che essa era femmina". Nel libro su Antonia Masanello, lo studioso Alberto Espen riporta che soltanto un paio di ufficiali conoscevano la vera identità di quel soldato ed ebbero a dichiarare che «avrebbe potuto comandare un battaglione se la sua condizione di donna non glielo avesse impedito». Alberto Espen cita anche Giacomo Emilio Curatulo, il quale, scrivendo di Antonia Masanello, assicura che «combatté strenuamente e fu promossa di grado e decorata sul campo della battaglia». Sempre Espen riporta fonti secondo cui durante una battaglia lo stesso Garibaldi  scoprì con sorpresa che quel soldato era in realtà una donna, poiché ad Antonia nel furore di uno scontro si sciolse involontariamente la folta capigliatura, prima raccolta sulla nuca.
Il "congedo con onore", conseguito al termine della leggendaria spedizione in cui servì sotto il falso nome di Antonio Marinello, conferma il ruolo attivo e tutt'altro che marginale della giovane donna di Montemerlo nella campagna dalla Sicilia al Volturno. Smobilitata l'armata garibaldina (11 novembre 1860), Antonia e Bortolo, senza staccarsi mai, ritornarono dapprima a Modena, che aveva già offerto loro asilo prima dell'arruolamento nell'esercito meridionale, e poi, non potendo rientrare nel Veneto ancora dominato dagli Asburgo, si diressero a Firenze, dove operava un solerte Comitato elettivo dell'emigrazione italiana. Conclusa l'epopea garibaldina, la Masanello condusse i giorni nella quotidianità più oscura, sbarcando il lunario con Bortolo e la piccola Teresa (l'unica delle quattro figlie della coppia rimasta al mondo) con quel poco che l'uomo, saltuariamente, era in grado di percepire grazie al mestiere di fornaio. Neppure un anno dopo, il 20 maggio 1862, ebbero termine i giorni della patriota veneta, colpita da tisi, una malattia - argomentò una cronaca dell'epoca - «acquistata nelle fatiche della guerra».

### La celebrità postuma
Antonia Masanello fu sepolta nel cimitero fiorentino di San Miniato al Monte; sulla sua lapide venne impresso a chiare lettere un celebre epitaffio, dettato dal letterato Francesco Dell'Ongaro, a riassumere compiutamente la straordinaria vicenda umana della giovane esule veneta:

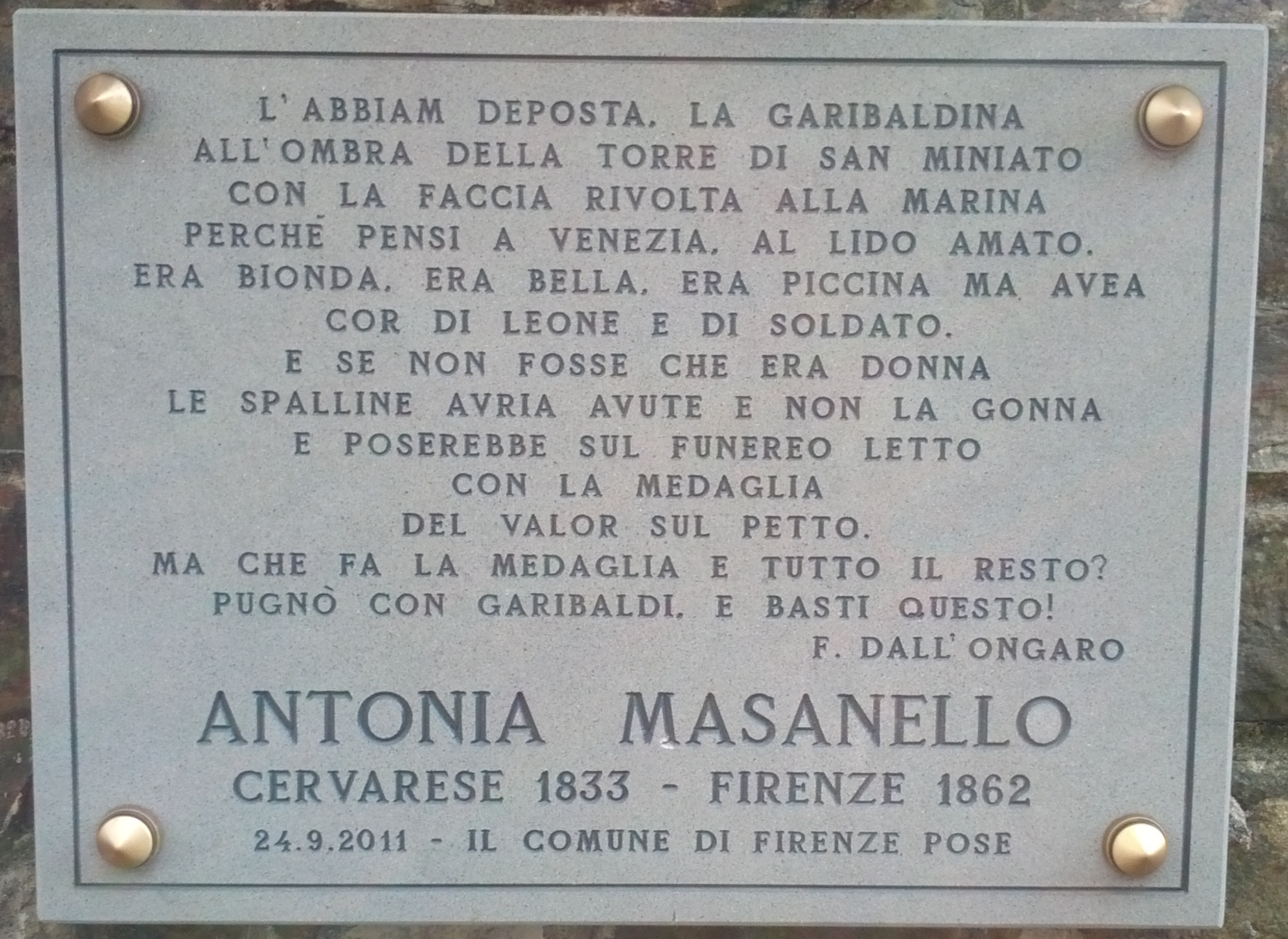
Lapide di Antonia Masanello

Questi versi furono musicati da Carlo Castoldi. La popolarità goduta dalla giovane montemerlana che aveva incredibilmente indossata la camicia rossa di Garibaldi fu pari alla sua esistenza tanto breve quanto avventurosa e varcò addirittura i confini nazionali, spingendosi fin oltre oceano, negli Stati Uniti, ove ben vivo era il mito dell'eroe dei due mondi: delle imprese della giovane garibaldina si occupò addirittura un quotidiano di New Orleans, The Daily True Delta, che, nell'edizione del 10 agosto 1862, rievocò fra cronaca e leggenda an italian heroin, un'eroina italiana.
Dal maggio 1958 le spoglie di Antonia Masanello riposano al cimitero fiorentino di Trespiano, presso il riquadro garibaldino: sulla sua sepoltura sventola il tricolore, pressoché un risarcimento simbolico per una donna che aveva dato la vita per fare l'Italia, ma di cui ben presto tutti si dimenticarono.
Solamente un secolo dopo, grazie alle ricerche di Alberto Espen, è stato dato un volto ad Antonia Masanello, giovane donna dal viso incorniciato da una fluente capigliatura riccioluta, trattenuta dal caratteristico copricapo indossato dai garibaldini. Questa l'interpretazione che ha presentato Piero Perin in una scultura esposta presso la biblioteca comunale di Cervarese Santa Croce.
Nell'ambito delle iniziative per il 150° dell'unità d'Italia, il comune di Firenze il 24 settembre 2011 ha omaggiato la garibaldina veneta con lo scoprimento di una lapide in suo onore presso il cimitero di San Miniato al Monte.